# 安娜·梅纳
安娜·梅纳·罗哈斯（西班牙語： Ana Mena Rojas，1997年2月25日—）是一名西班牙歌手和女演员。2006年，她在赢得第12届维奥维奥奖地区版后开始为人所知，尽管她在参加迷你剧《玛丽索》（Marisol）时人气大增，该片中扮演玛丽索 。   
梅納于 2016 年凭借单曲《 No soy como tú crees 》在音乐界出道。  2018年，他与弗雷德·德·帕尔马（ Fred de Palma ）合作的歌曲《 D'estate non vale 》在意大利大受欢迎。从那一刻起，她的职业生涯发生了翻天覆地的变化，一系列成功使她成为流媒体时代最受听众欢迎的西班牙艺术家之一。据他的唱片公司称，在2022 年， 梅納累積的销量相当于 1 张钻石专辑、36 张白金专辑和 4 张黄金专辑，主要在意大利和西班牙。

## 外部連結
- 安娜·梅纳在互联网电影资料库（IMDb）上的資料（英文）
- 安娜·梅纳的Instagram帳戶
- 安娜·梅纳的X（前Twitter）